# The Linda Lindas
The Linda Lindas són un grup de punk rock de Los Angeles. El grup de noies està format per Bela Salazar, Eloise Wong, Lucia de la Garza i Mila de la Garza, que s'identifiquen com a asiàtiques-americanes i llatines.

## Història
El gener de 2018, el pare d'Eloise Wong, Martin Wong, va ser contactat per un conegut, i li va preguntar si li interessaria a la seva filla tocar al costat de Kristin Kontrol i un grup de "nens sense experiència" per a una actuació en un festival de música anomenat Girlschool LA, després de veure fotos i vídeos d'ella cantant a Save Music a Chinatown. Aleshores Martin va proposar Lucia i Mila de la Garza, filles de la seva germana Angelyn Wong i cunyat Carlos de la Garza, ja que les tres sovint cantaven, ballaven i actuaven juntes des que eren petites; Carlos, propietari d'un estudi al pati del darrere, va ocupar el càrrec de segon representant. Després que Kontrol reclutés més nens a través de les xarxes socials es va celebrar la primera ronda d'assajos. La dona d'Angelyn i Martin, Wendy Lau, va contactar amb l'amiga de la família de les noies, Bela Salazar, que estava prenent classes de guitarra, per unir-se, pensant que necessitaven algú que podria tocar un instrument. Originalment, es pretenia que fos un projecte puntual, però uns mesos més tard, Salazar va ser convidat a obrir un espectacle per a Frieda's Roses i va contractar a Eloise, Lucia i Mila perquè fossin la seva banda de suport.
En sentir que la banda necessitava un nom, Martin, que havia comprat un DVD de la pel·lícula japonesa Linda Linda Linda de l'any 2005, (al seu torn anomenada després de la cançó de Blue Hearts "Linda Linda"), va suggerir The Linda Lindas, sentint que la banda necessitava un nom i que aquest "sonava com una banda dels anys 50 però també podia referir-se a la cançó punk japonesa o a la pel·lícula d'art, o simplement vol dir 'molt bonica' en castellà", a la qual van estar d'acord les noies. A la tardor, estaven fent concerts matinals de Save Music a Chinatown al costat d'artistes com Phranc, the Dils, the Gears i Alley Cats, i altres espectacles amb bandes com Best Coast, Alice Bag i Bleached.
Després que Amy Poehler veiés l'obertura de Linda Lindas per a Bikini Kill el 26 d'abril de 2019 al Hollywood Palladium, els va fer gravar cançons per a la seva pel·lícula Moxie. El 2020, les Linda Lindas van escriure una cançó per al documental de Netflix The Claudia Kishi Club, titulada "Claudia Kishi", després del personatge japonès-nord-americà de la sèrie de novel·les d' Ann M. Martin The Baby-Sitters Club.
El maig de 2021, la Biblioteca Pública de Los Angeles va publicar un vídeo de la banda tocant "Racist, Sexist Boy" en un esdeveniment "TEENtastic Tuesdays". La cançó parlava d'una experiència que va tenir Mila, la bateria de la banda, quan un company d'escola va fer un comentari racista abans de la pandèmia de la COVID-19. El vídeo es va convertir en un èxit viral a les xarxes socials, guanyant elogis de Tom Morello de Rage Against the Machine, Flea de Red Hot Chili Peppers, Thurston Moore, Kathleen Hanna de Bikini Kill i l'autor Viet Thanh. Nguyen va dir que "'Racist, Sexist Boy' és la cançó que necessitem ara".
El 22 de maig de 2021, Epitaph Records va anunciar que havia signat contracte amb Linda Lindas.
El 3 de juny de 2021, la banda va fer el seu debut televisiu nocturn a Jimmy Kimmel Live.
El 21 de juliol de 2021, la banda va llançar el senzill "Oh!" amb un vídeo musical acompanyat. La cançó també va aparèixer al tràiler publicat per a la sèrie de Netflix The Chair, que es va estrenar aquell mateix dia.
L'1 de febrer de 2022, la banda va anunciar la data de llançament del seu àlbum debut, Growing Up, juntament amb el llançament del senzill del mateix nom. Growing Up es va publicar el 8 d'abril de 2022 amb crítiques generalment positives.

## Membres de la banda
La banda està formada per Eloise (baix, guitarres, veu), Bela (guitarres, veu), Lucia (guitarra, veu) i Mila (bateria, veu). Bela és la membre més gran amb 17 anys aquell any 2021, i la Mila la més jove, amb 11 anys. Lucia i Mila són filles de l'enginyer i productor musical Carlos de la Garza, i el pare d'Eloise és Martin Wong, cofundador de la revista Giant Robot. Els noms artístics, les dates de naixement i els papers dels membres de la banda són els següents:
| Nom               | Nom artistic       | Data de naixement (edat) | Rol                    |
| ----------------- | ------------------ | ------------------------ | ---------------------- |
| Bela Salazar      | Linda Linda núm. 1 | 16 de setembre de 2004   | Guitarrista, vocalista |
| Eloise Wong       | Linda Linda núm. 2 | 11 de febrer de 2008     | Baixista, vocalista    |
| Lucia de la Garza | Linda Linda núm. 3 | 14 de gener de 2007      | Guitarrista, vocalista |
| Mila de la Garza  | Linda Linda núm. 4 | 16 d'agost de 2010       | Baterista, vocalista   |

## Discografia

### Àlbums d'estudi
| Títol    | Detalls de l'àlbum                                                                                  |
| -------- | --------------------------------------------------------------------------------------------------- |
| Creixent | - Publicat: 8 d'abril de 2022. - Etiqueta: Epitafi - Formats: CD, LP, Descàrrega digital, streaming |

### EPs
| Títol          | Detalls de l'EP                                                                                      |
| -------------- | --- |
| La Linda Linda | - Publicació: 2020 - Segell: The Linda Lindas (independent) - Formats: Descàrrega digital, streaming |